# Англосаксонское искусство

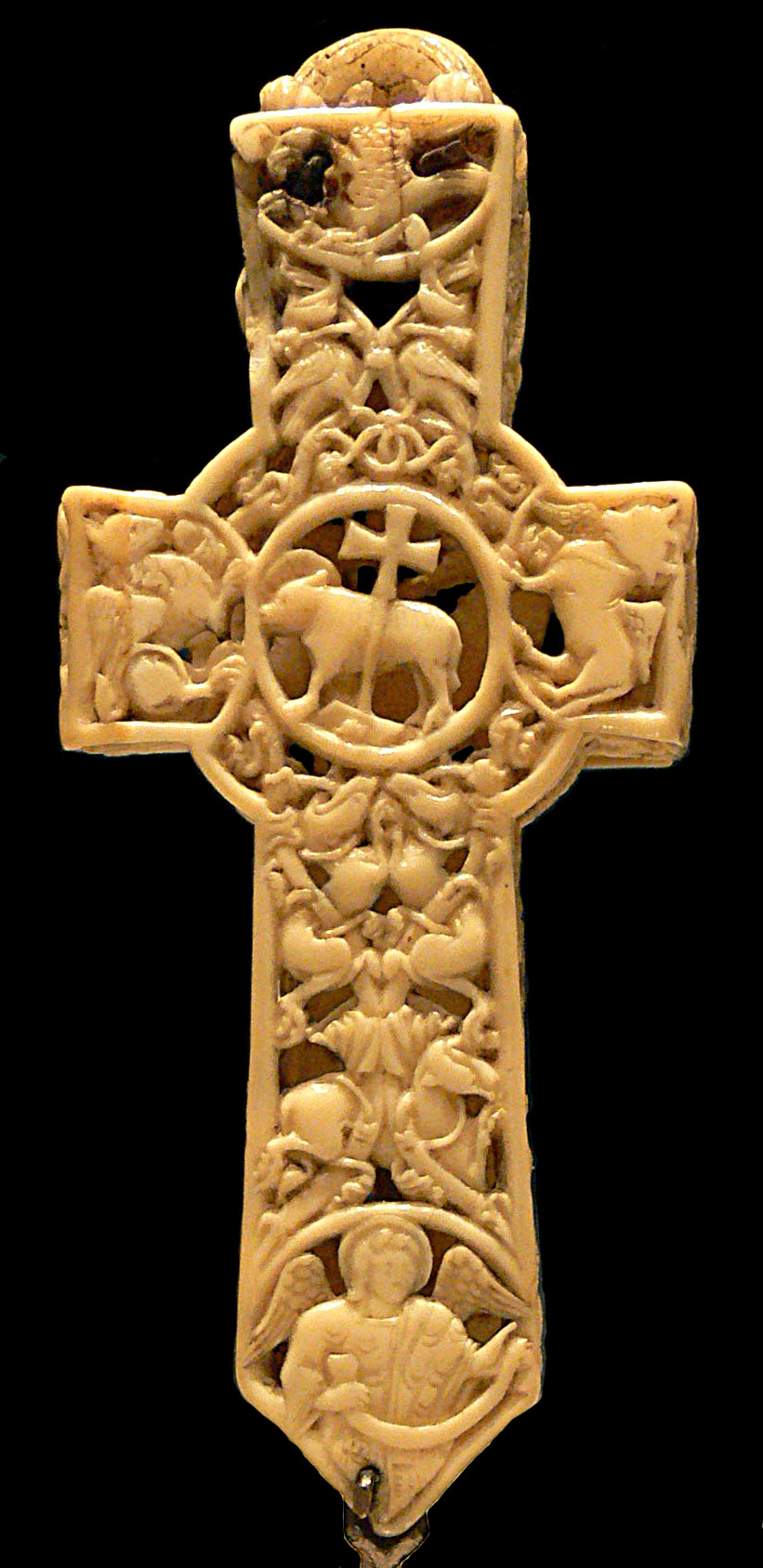
Крест-реликварий, резьба по моржовому клыку, XI век. Музей Виктории и Альберта

Англосаксонское искусство (англ. Anglo-Saxon art ) — искусство, характерное для англосаксонского периода истории Великобритании, продолжавшегося от Великого переселения народов (V век) до Нормандского завоевания Англии (1066 год).
Хронологически англосаксонское искусство находится между кельтским искусством и романским стилем. Англосаксонское искусство является локальной вариацией искусства периода миграций и составной частью островного искусства, к которому также относятся кельтский и новокельтский стиль.
Два периода расцвета англосаксонского искусства приходятся на VII—VIII века, когда были созданы сокровища захоронения Саттон-Ху, и на период после 950 года, когда произошло возрождение английской культуры после окончания вторжений викингов.

## Характерные черты
Для англосаксонского искусства характерны следующие черты: 
- слияние трех традиций: кельтской, средиземноморской и германской;
- отказ от натурализма в пользу абстрактности и условности;
- использование звериного стиля, который, как пишет сэр Томас Кендрик, «утратил свою зоологическую реальность и превратился просто в узор»;
- в декоративно-прикладном и изобразительном искусстве преобладала яркость и многоцветность.

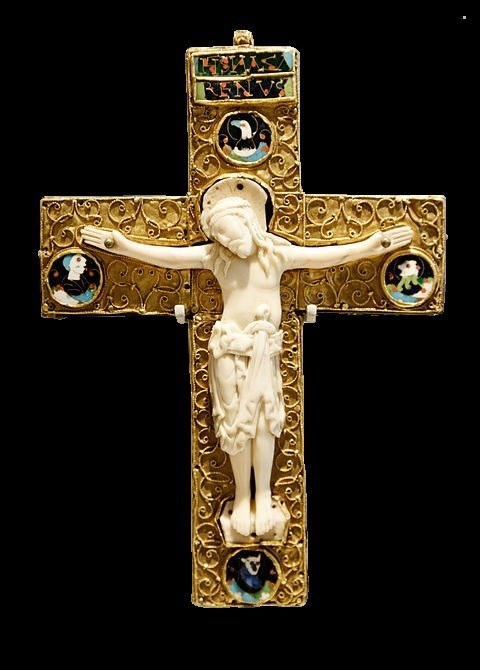
Англосаксонский крест-реликварий, 900—1000 гг., золото, дерево, резьба по моржовому клыку. Музей Виктории и Альберта

Период с V по VII века оставил сравнительно мало предметов материальной культуры англосаксов, в основном это отдельные произведения декоративно-прикладного искусства (изделия из металла, кости и камня). От первых двух с половиной веков англосаксонской культуры не сохранилось образцов живописи, резьбы по дереву и монументальной скульптуры.
Однако в начале VIII века англосаксонское искусство переживает расцвет, к этому периоду относятся первые образцы живописи и скульптуры, которые дают представление о богатстве культуры того времени. В IX веке англосаксонские государства сталкиваются с нашествиями викингов. Период IX — первой половины X века характеризуется временным упадком искусства; количество сохранившихся значимых объектов сокращается, их датировки более туманны. Многие монастыри закрываются и перестают функционировать в течение десятилетий. После Кентерберийской Библии (первая половина IX века) значимые иллюминированные манускрипты не появляются до X века. Вероятно, огромное количество артефактов подверглось разграблению и разрушению и теперь навсегда утрачены для исследователей. В этот период в англосаксонское искусство проникают мотивы, характерные для искусства викингов — звериный орнамент с изображением драконов и других мифических существ (к примеру, Драгоценность Альфреда).
Объединение англосаксонских королевств в единое государство при Альфреде Великом и окончание экспансии викингов привело к возрождению англосаксонского искусства в X веке. В середине X века появляется новый стиль книжной иллюминации, в основе которого лежали континентальные образцы. Наиболее известной была винчестерская школа, однако в Британии того периода были и другие школы со своими традициями украшения рукописей, способные соперничать с Винчестером. Винчестер как столица сначала Уэссекса, а затем всей Англии, оставался центром культуры до второй половины XI века.

## Манускрипты

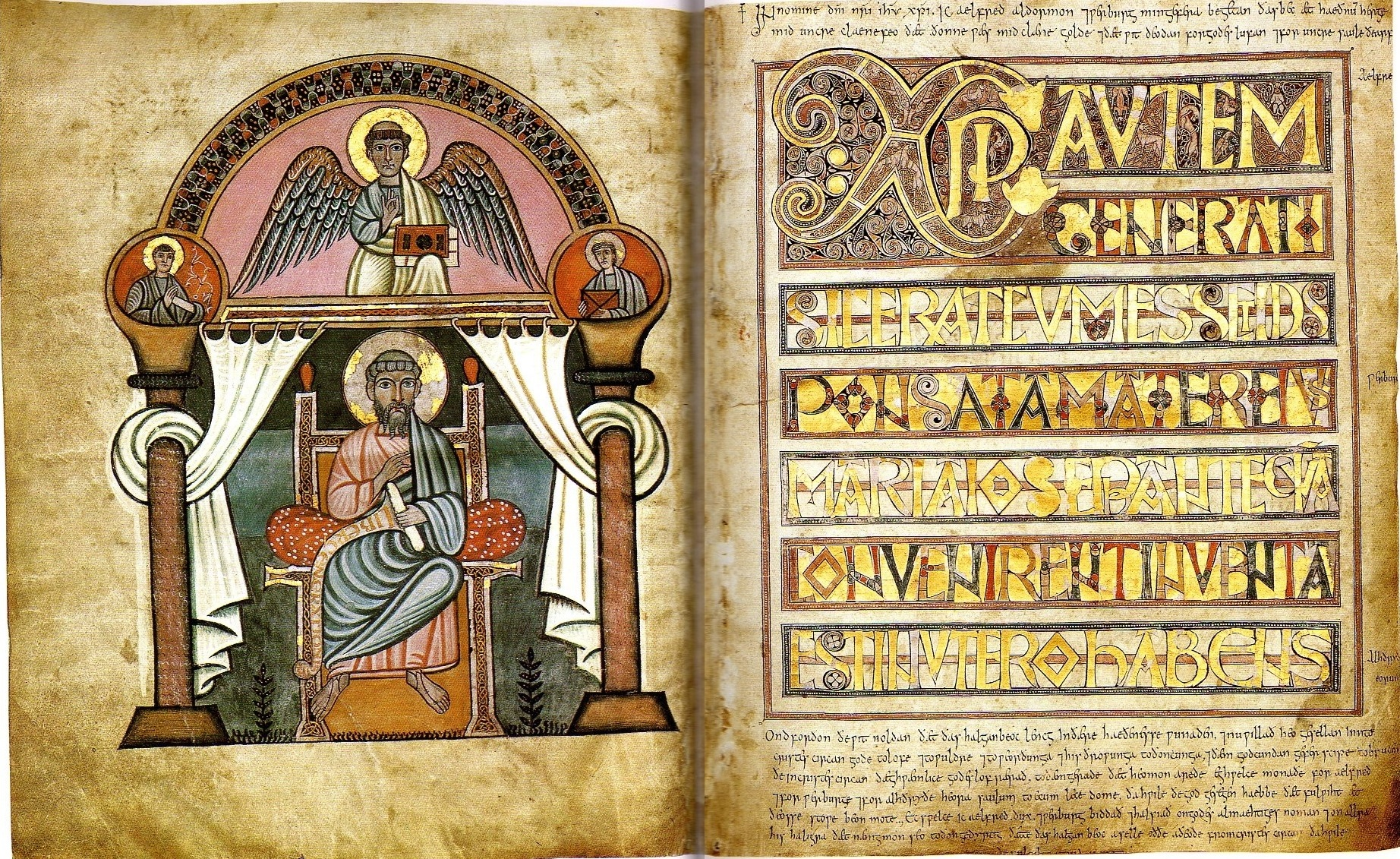
Портрет евангелиста Матфея и инципит из Стокгольмского Золотого кодекса демонстрирует нортумбрийские островной стиль в сочетании с подражанием античности, свойственным континентальному стилю.

Раннее англосаксонское искусство иллюминирования манускриптов является частью островного искусства и сочетает в себе средиземноморский, кельтский и германский стили. На его складывание оказало влияние столкновение англосаксов с ирландской миссионерской деятельностью в Нортубмбрии. Примером этого слияния может служить Евангелие из Линдисфарна, созданное в Нортумбрии в начале VIII века. В тот же период на Британские острова ввозятся иллюминированные рукописи, изготовленные мастерами с континента, в том числе итальянскими (например, «Евангелие Святого Августина»); соответственно, элементы их стиля проникают в англосаксонскую традицию.
Заимствование итальянских элементов можно увидеть, например, в Стокгольмском Золотом кодексе середины VIII века. Изображение евангелиста является последовательной адаптацией итальянского стиля, вероятно, с некоего утраченного образца, при этом трон, на котором сидит евангелист, украшен кельтским переплетающимся орнаментом, а верхняя строчка текста справа иллюминирована в типично островном стиле, с сочетанием кельтских и германских мотивов. Последующий текст выполнен в более спокойном стиле, характерном для каролингских рукописей того же периода. Однако обе страницы созданы одним автором, который, очевидно, одинаково уверенно чувствует себя в обоих стилях.
Рукопись середины VIII века, известная как Санкт-Петербургский Беда, наиболее ранняя версия исторического труда Беды Достопочтенного Церковная история народа англов, содержит, вероятно, первое употребление растительного орнамента в виде виноградной лозы и первую в Европе буквицу со вписанным сюжетным рисунком. 

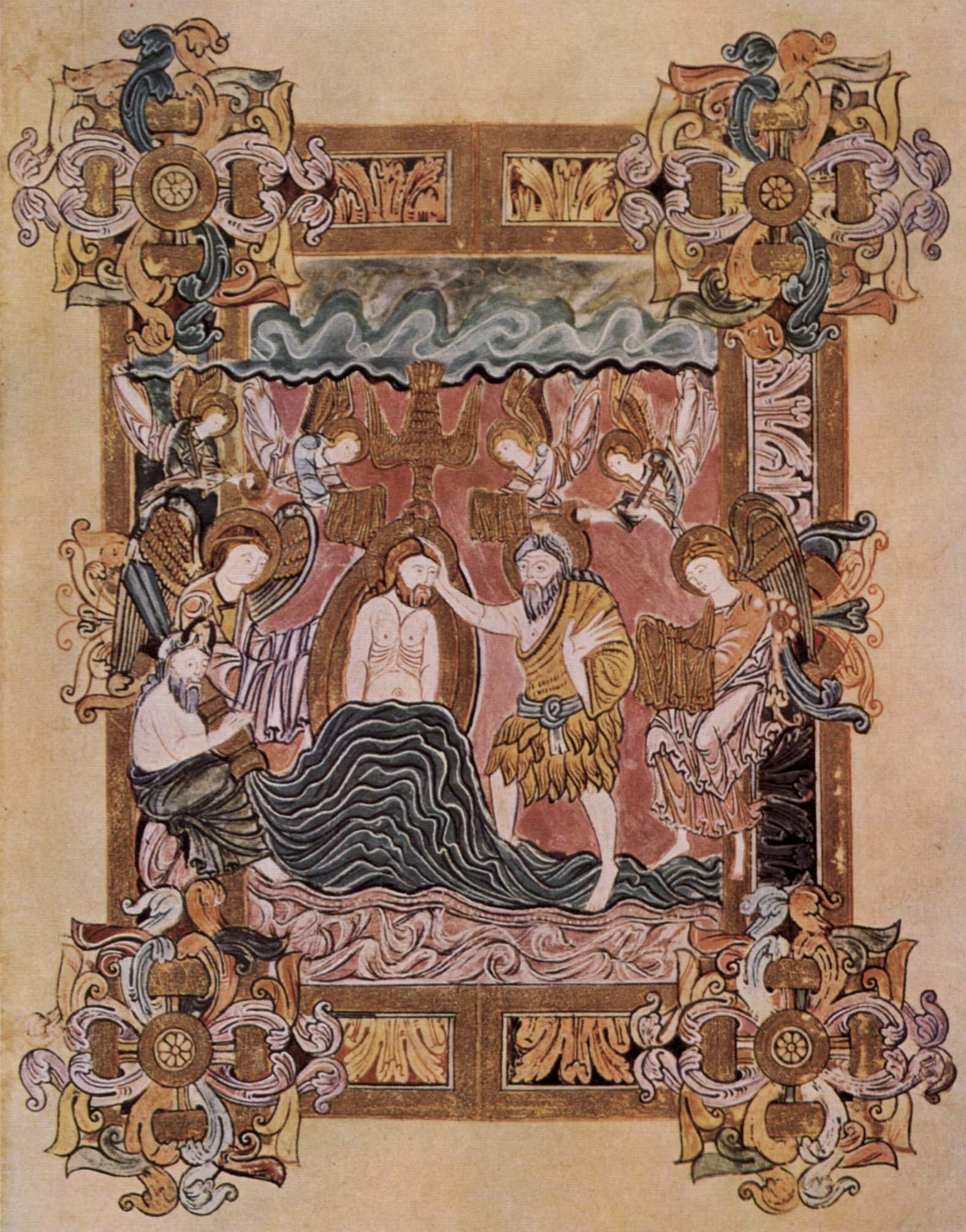
Крещение Христа в Молитвеннике святого Этельвольда, 970-е

От IX века, особенно второй его половины, в самой Британии уцелело мало рукописей в связи с нашествиями викингов, однако на этот период приходится расцвет каролингских иллюминированных рукописей и в них хорошо прослеживается влияние англосаксонской школы.
Англосаксонское искусство иллюминирования возрождается после 930-х годов в Винчестере, вероятно, благодаря усилиям архиепископа Кентерберийского Дунстана, который сам являлся практикующим иллюминатором. Новый стиль иллюминирования можно видеть на примере рукописи Жития Святого Катберта, которую король Этельстан подарил монастырю в Честер-ле-Стрит около 937 года. В рукописи есть портрет-посвящение, который изображает короля, вручающего рукопись святому, где оба стоят у большой церкви. Это первый реальный портрет английского короля; он создан под сильным влиянием каролингского стиля с элегантным разрисованным кантом. Буквицы в тексте оригинально объединяют каролингские элементы и звериные формы.
Молитвенник святого Этельвольда является шедевром позднего винчестерского стиля, сочетающего островную, каролингскую и византийскую традиции. Англосаксонский рисунок имел большое влияние в Северной Франции в течение XI века, в так называемый «школе Ла-Манша», а островные декоративные элементы, такие как сплетение, остались популярными в XII веке в франко-саксонском стиле.

## Монументальная скульптура

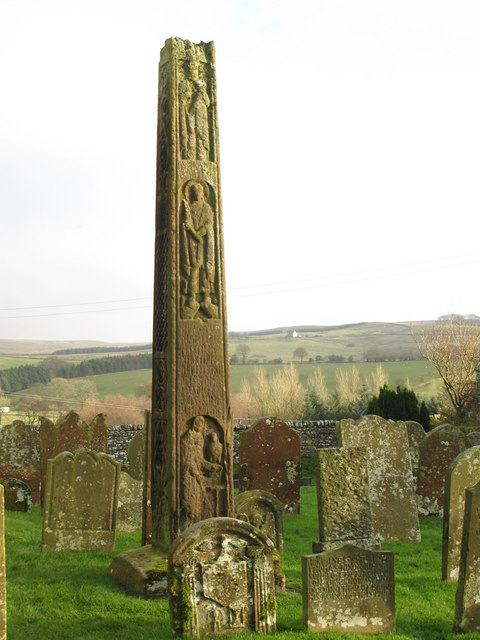
Крест из Бьюкасла, Камбрия, VII век

Наиболее примечательна англосаксонская монументальная скульптура в виде больших каменных крестов, характерных также для кельтской культуры. Большинство скульптур, вероятно, изначально окрашивались, чтобы выделить и подчеркнуть узор, однако в настоящее время под многовековым воздействием погодных условий неглубокий рельеф подвергся деформации и «сглаживанию». Датировка каменных скульптур, как правило, затруднена.
Деревянная скульптура была распространена наряду с каменной, однако до настоящего времени практически не сохранилась. Вероятно, и монументальные кресты изначально изготавливались из дерева, однако, в отличие от каменных, не уцелели. Из значимых деревянных скульптур сохранился саркофаг Святого Кутберта в Даремском соборе, вероятно, 698 года, с многочисленными резными линейными изображениями.

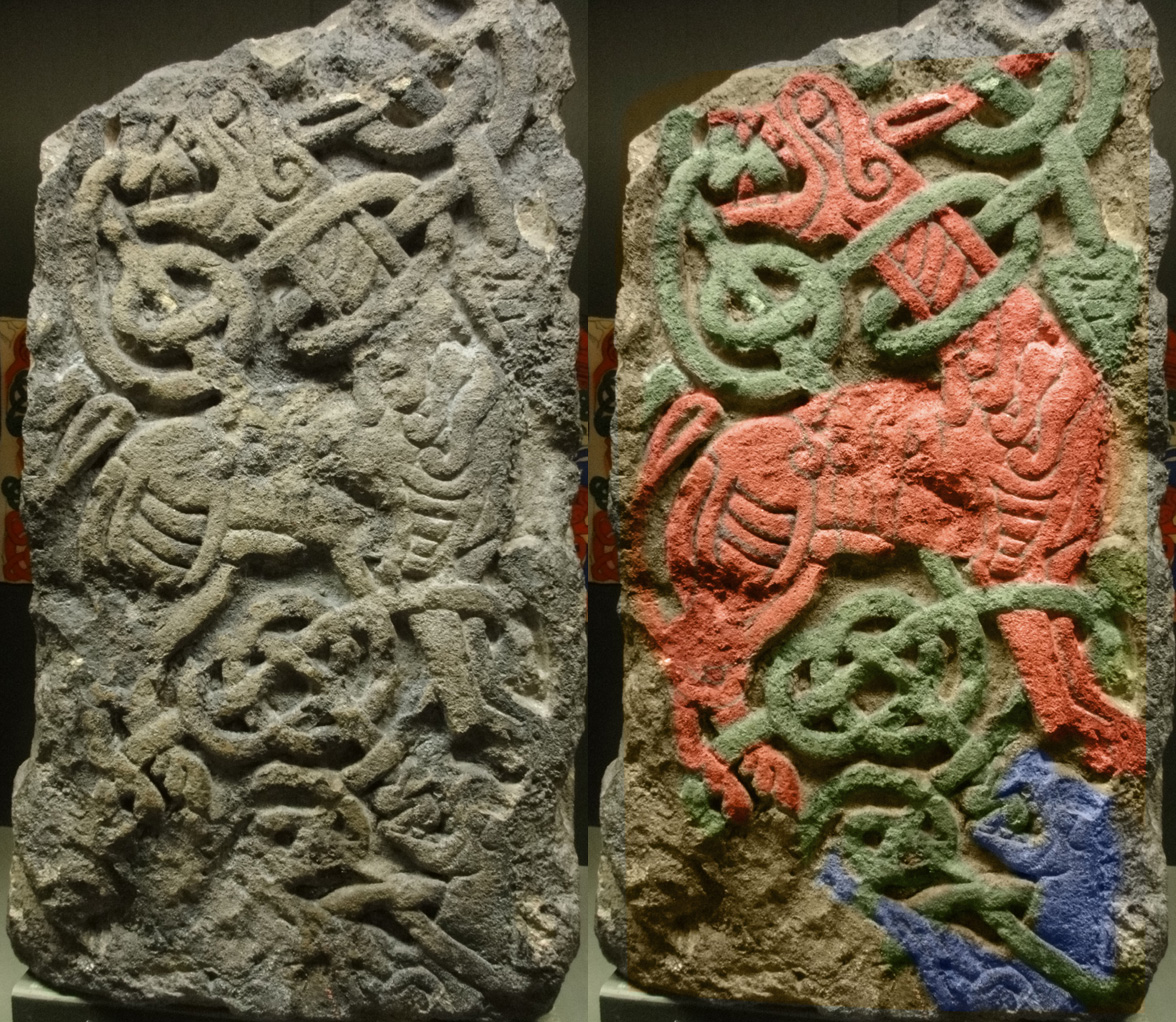
Фрагмент креста из монастыря святого Освальда в Глостере, IX век; справа — вариация того, как могла выглядеть роспись по орнаменту

Некоторые англосаксонские кресты пострадали во время Реформации, поэтому в Британии их сохранилось меньше, чем кельтских крестов в Ирландии. Частым орнаментом, характерным для англосаксонских крестов, является переплетение виноградных лоз; также наносились надписи на латыни или древнеанглийском языке. Например, на кресте из Рутвелла нанесен фрагмент стихотворения «Сон о кресте» (англ. Dream of the Rood).
В целом англосаксонские кресты более высокие и тонкие, чем кельтские, и больше внимания уделяется орнаменту, а не изображению фигур. Кроме того, изображения фигур на крестах в Британии уничтожались протестантами во время Реформации, в то время как орнаменты чаще сохранялись. От многих крестов уцелели лишь центральные столбы без перекладин. Известно не так уж много неповрежденных англосаксонских крестов — например, Госфортский крест (графство Камбрия, Англия, 930—950 гг). Этот крест, расположенный во дворе церкви Святой Марии в Госфорте, примечателен еще и тем, что сочетает в себе христианские (Распятие и, вероятно, Страшный суд) и языческие скандинавские мотивы (Рагнарёк). В целом это типично для раннесредневековых памятников Англии и Скандинавии. Влияние скандинавской культуры и мифологии наблюдается с эпохи нашествия викингов, с IX века.
Примечательны уникальные англо-скандинавские надгробия «горбач» (англ. hogback), имеющие форму вытянутого дома с двускатной крышей, иногда с медведями на обоих концах.

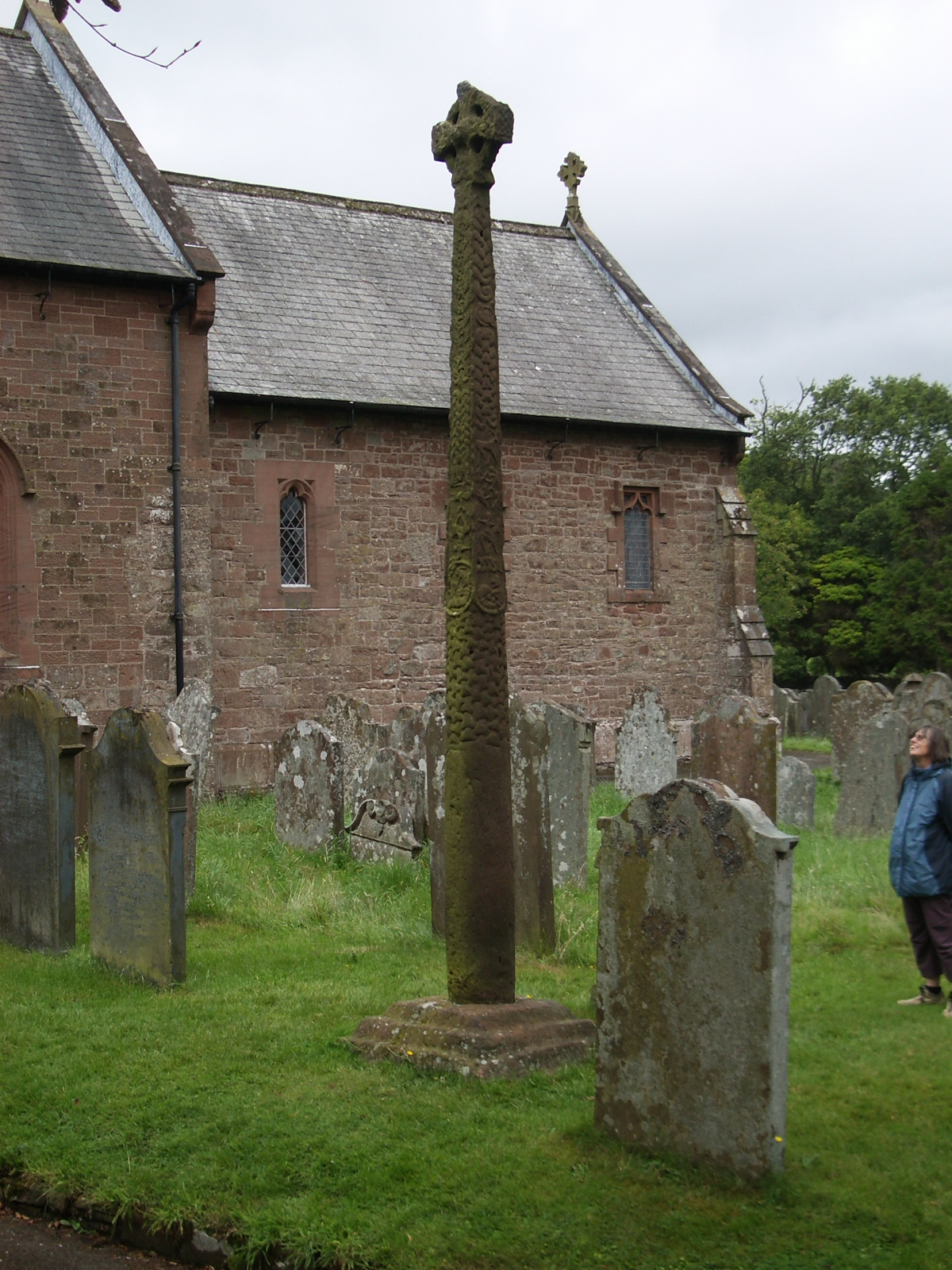
Госфортский крест, Камбрия
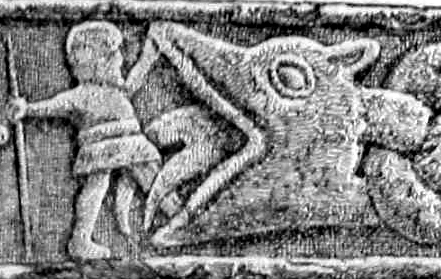
Фрагмент Госфортского креста, атрибутируется как сцена боя Видара и волка Фенрира во время Рагнарёка
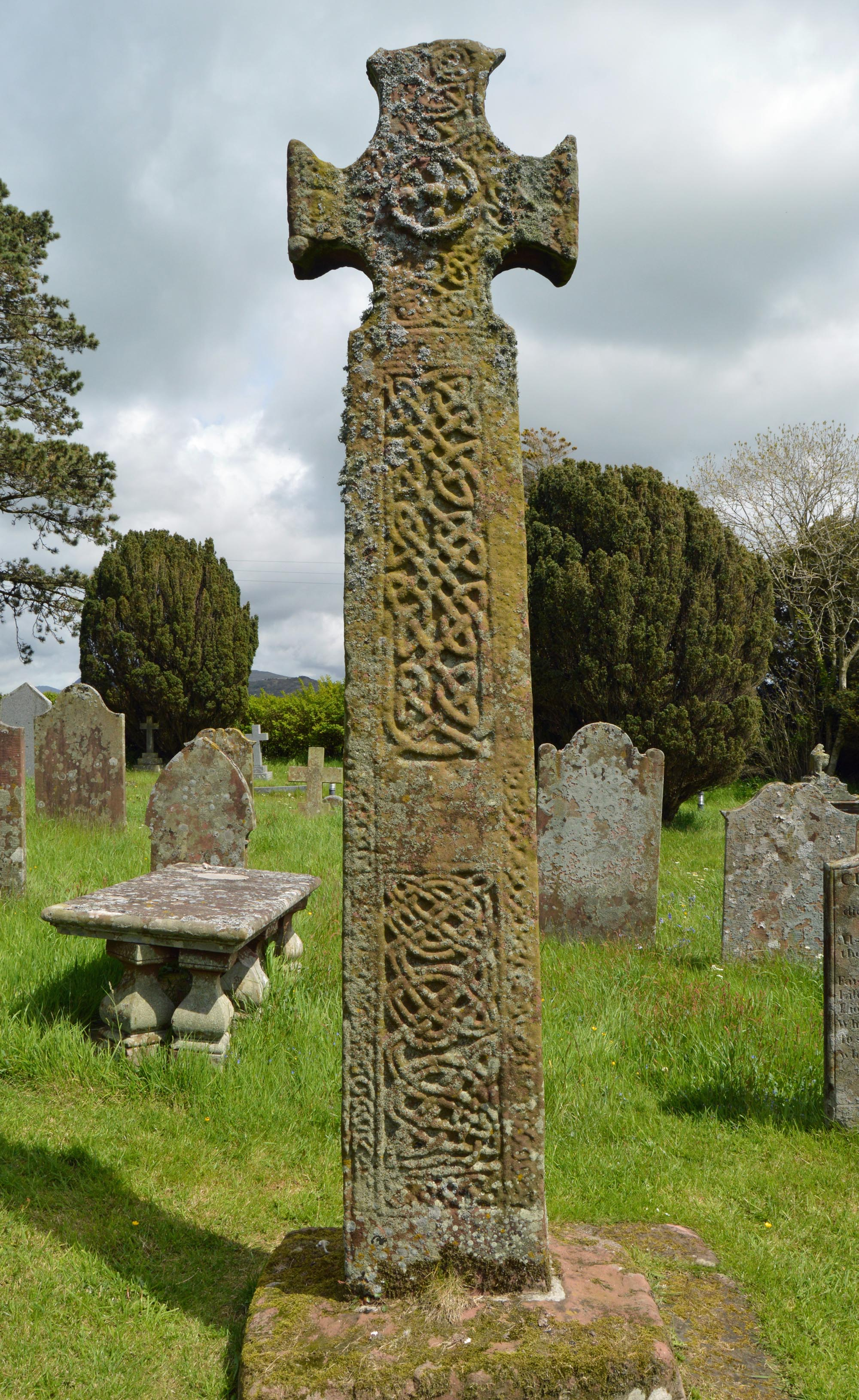
Иртонский крест, Камбрия
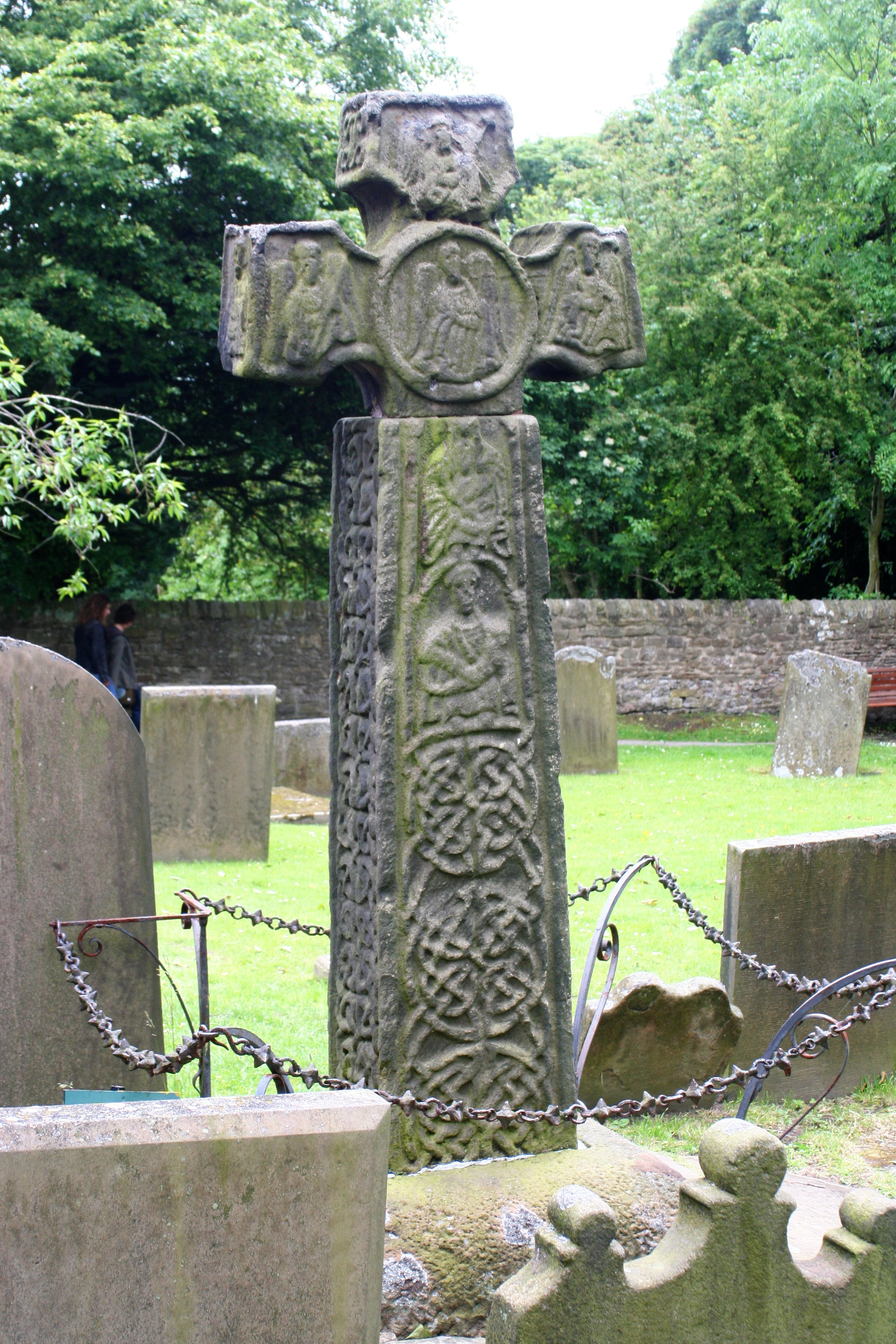
Англосаксонский крест, подражающий кельтскому, VIII век, Им, Дербишир
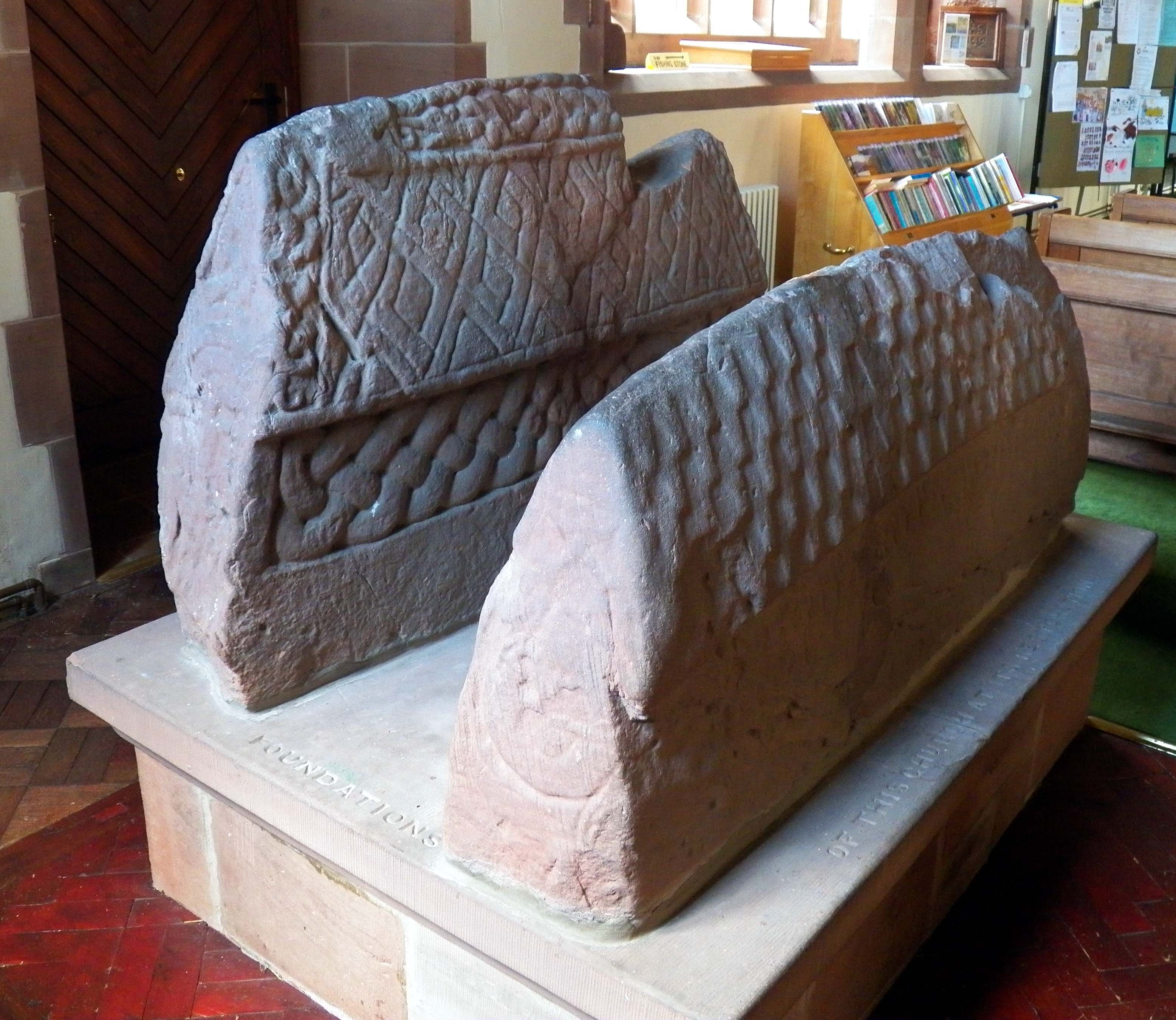
Надгробия-«горбачи», Камбрия

## Изобразительное искусство
Примеров англосаксонской живописи практически не сохранилось. Из письменных источников известно, что украшение стен церквей фресками не было редкостью, однако роспись считалась менее престижным видом декора, чем рельеф. В одном из писем Алкуина (вторая половина VIII века) содержится метафора: «звезды, как расписной потолок в доме знатного человека», что позволяет предположить существование росписи не только в культовых сооружениях, но и в жилых домах. Сохранились фрагменты шкатулки, украшенной росписью, и изображение лица на камне, датированное 903 годом, однако ни одной целой фрески или расписной панели не дошло до нашего времени.

## Декоративно-прикладное искусство

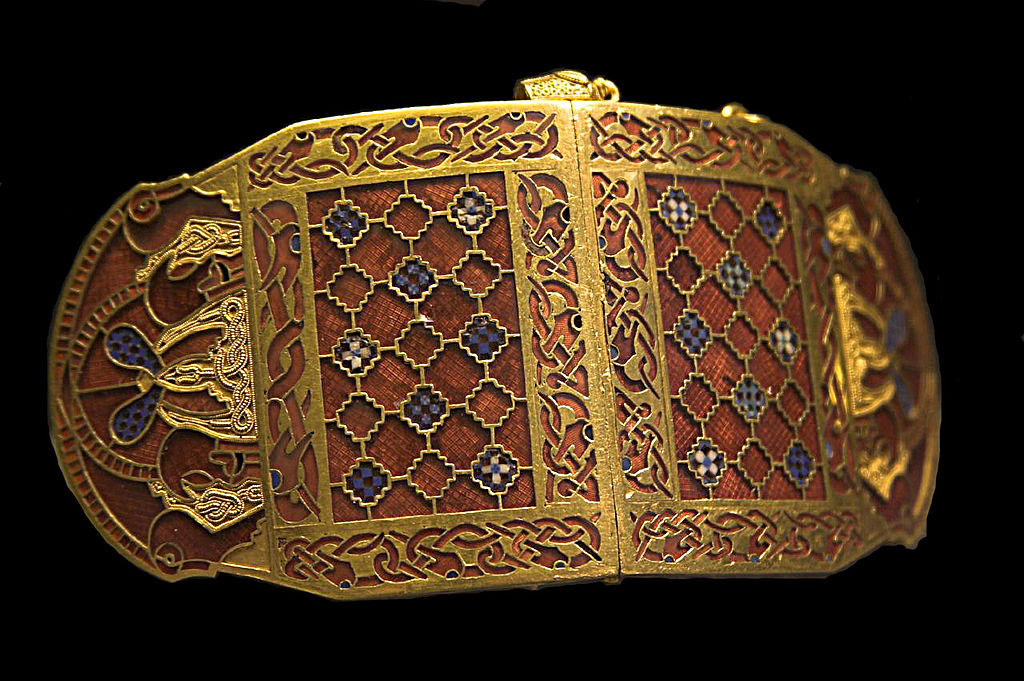
Застёжка для плаща из Саттон-Ху, ранний VII век, Британский музей

Англосаксонский стиль в декоративно-прикладном искусстве вполне сложился к началу VII века, о чём свидетельствуют археологические находки. Два самых значительных англосаксонских клада, найденных на территории Британии — курганный некрополь Саттон-Ху (рубеж VI—VII веков) и Стаффордширское сокровище (VII век) — содержат множество украшений, деталей оружия и предметов быта, по которым можно составить представление о костюме англосаксонской знати и мастерстве обработки металла на раннем этапе развития культуры. Англосаксонские дисковидные броши VI—VII веков напоминают меровингские украшения того же периода. Излюбленными материалами англосаксонских мастеров, как и для других культур Раннего Средневековья, были золото, красные гранаты, эмаль (красная и синяя) и стекло (как правило, красного цвета, имитирующее красные прозрачные камни). Наиболее типичные ювелирные изделия: дисковидные броши, Т-образные фибулы, подвески-медальоны, ременные пряжки и застёжки. 

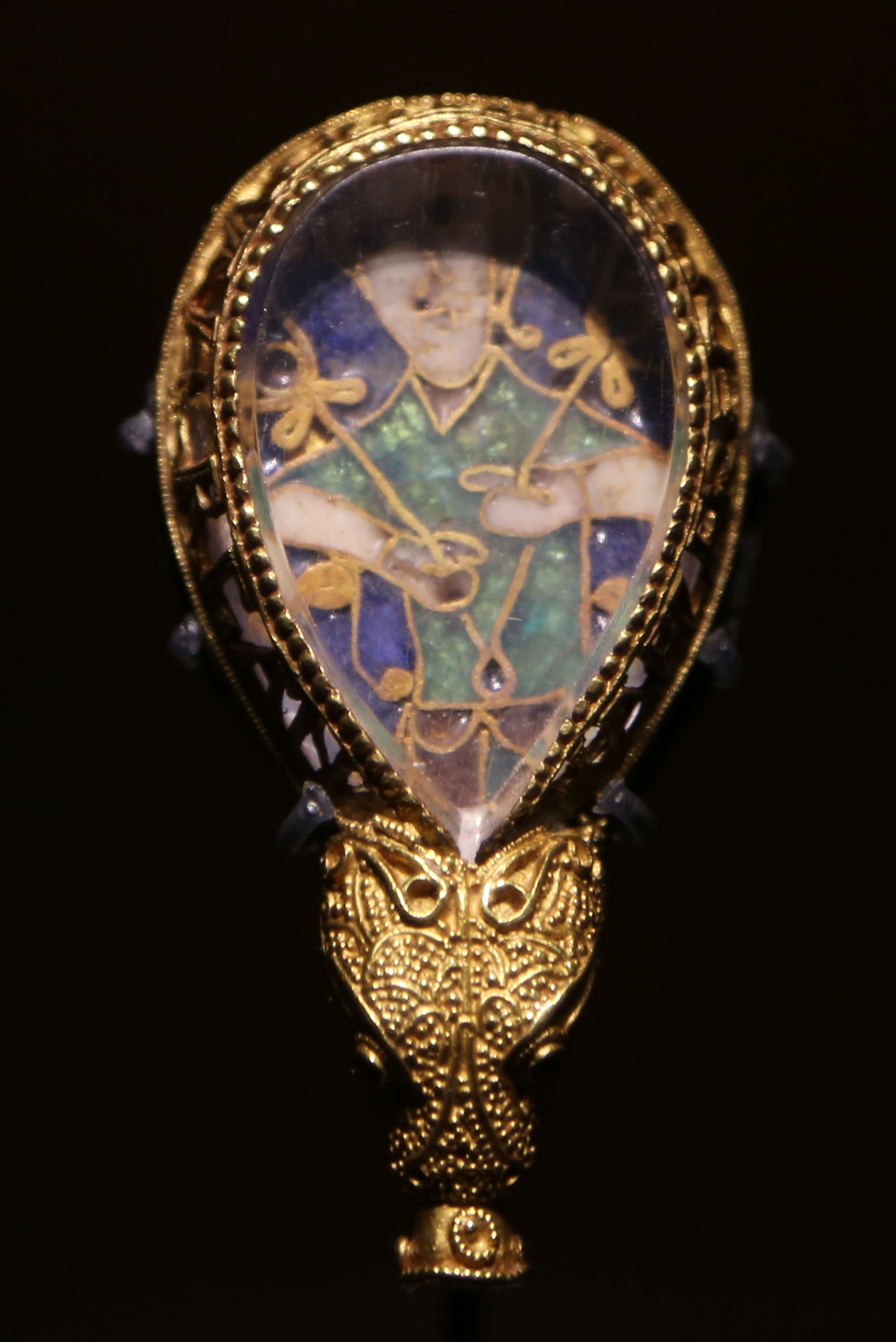
Драгоценность Альфреда, конец IX века, золото, эмаль, горный хрусталь, Музей Эшмола

Великолепная брошь из Кингстона, датированная VII веком, воплощает все черты, наиболее характерные для англосаксонского ювелирного искусства раннего периода — геометрический узор, расходящийся от центра, перегородчатая эмаль, вставки из полудрагоценных камней, золотой узор из переплетающихся линий. Англосаксонский переплетающийся орнамент похож на кельтский, но более экспрессивный, нерегулярный и содержит открытые концы, в то время как классическое кельтское переплетение состоит из нескольких замкнутых линий. 
VIII и IX века были периодом расцвета англосаксонского декоративно-прикладного искусства, о чем свидетельствуют такие артефакты, как: броши Стрикленда (зооморфный орнамент) и Фуллера (вероятно, первое в истории изображение персонифицированных органов чувств), обе датированные IX веком; «яблоко» меча из Феттер-Лейн (Лондон), украшенное звериным и лиственным орнаментом; брошь из Доугейт-Хилл (изображена фигура с короной или нимбом на голове), а также знаменитая Драгоценность Альфреда — вероятно, навершие специальной закладки-указки, датированное IX веком.
Помимо изделий из металла, сохранилось множество примеров англосаксонской резьбы по кости — в основном это шкатулки, фрагменты реликвариев и пластинки, изображающие библейские события, предназначенные для украшения переплетов рукописей. За неимением слоновой кости в островном искусстве широко представлена резьба по моржовому клыку. Знаменитый Ларец Фрэнкса, датированный началом VIII века, выполнен из китового уса и содержит сложные сюжетные композиции на каждой из сторон, изображающие события из скандинавской мифологии (месть Велунда), Библии (Поклонение волхвов) и античной истории (штурм Иерусалима).

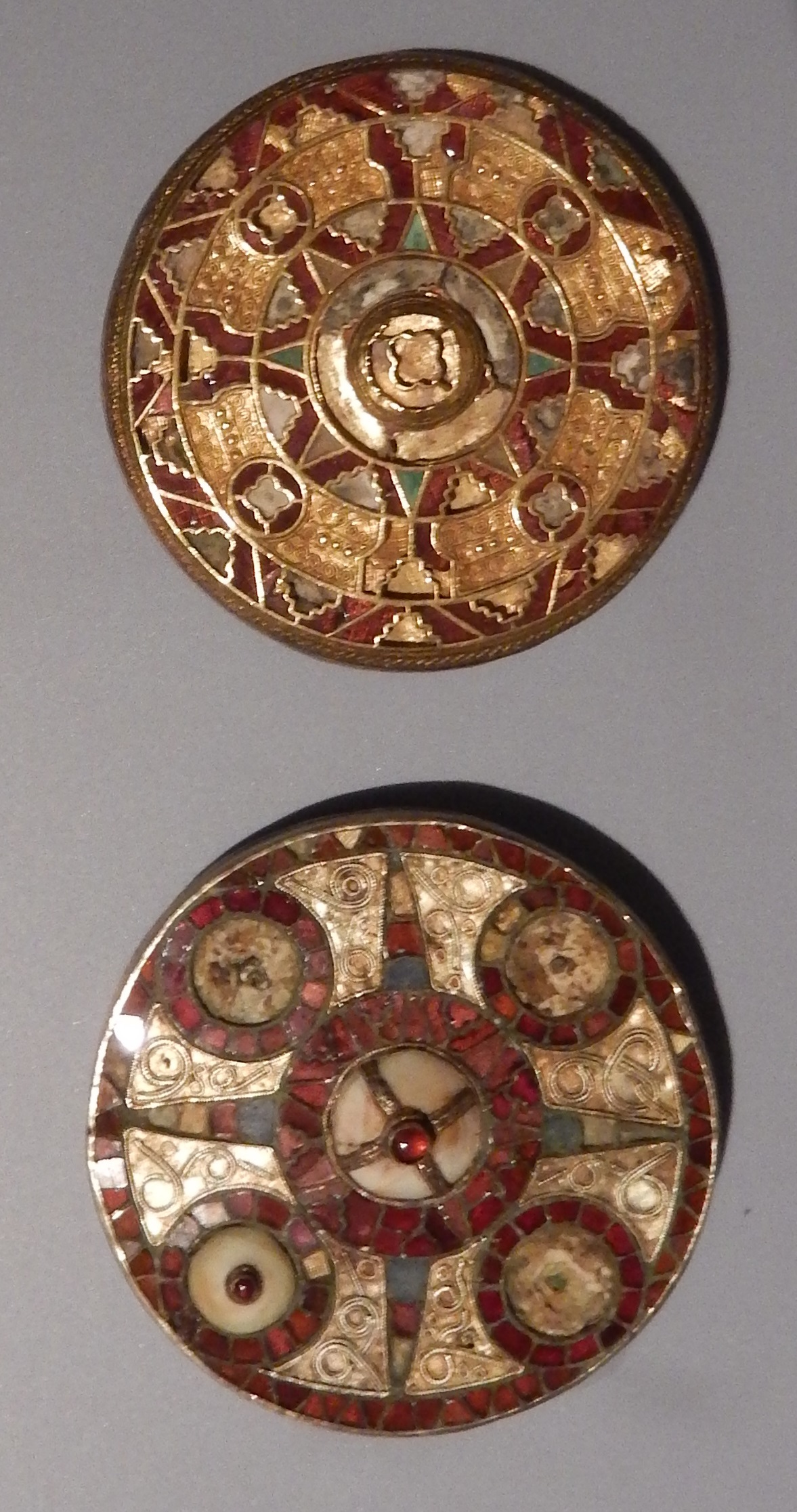
Англосаксонские дисковидные броши, 600—700 гг. Золото, стекло, гранат, раковины
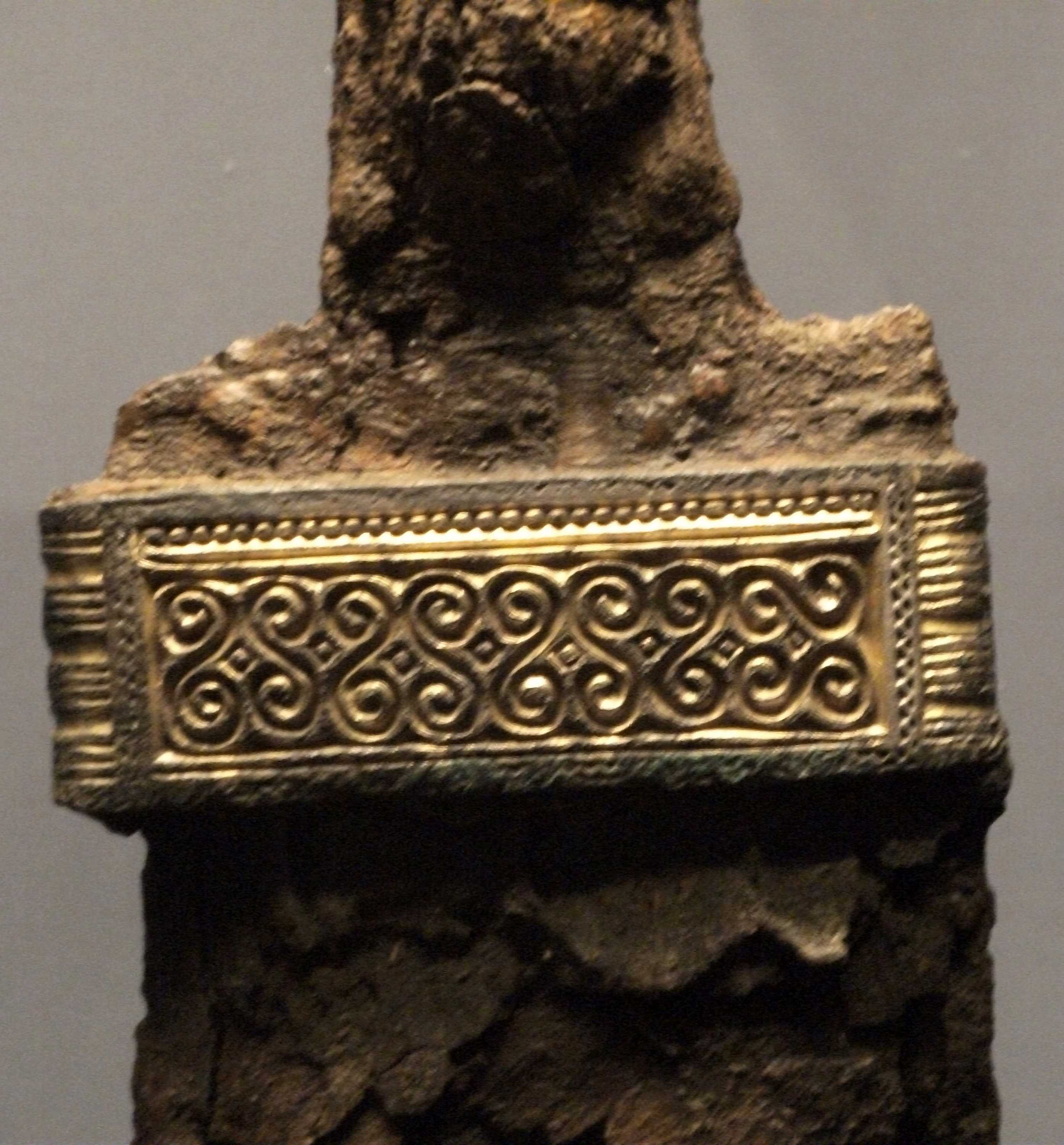
Фрагмент рукояти англосаксонского меча
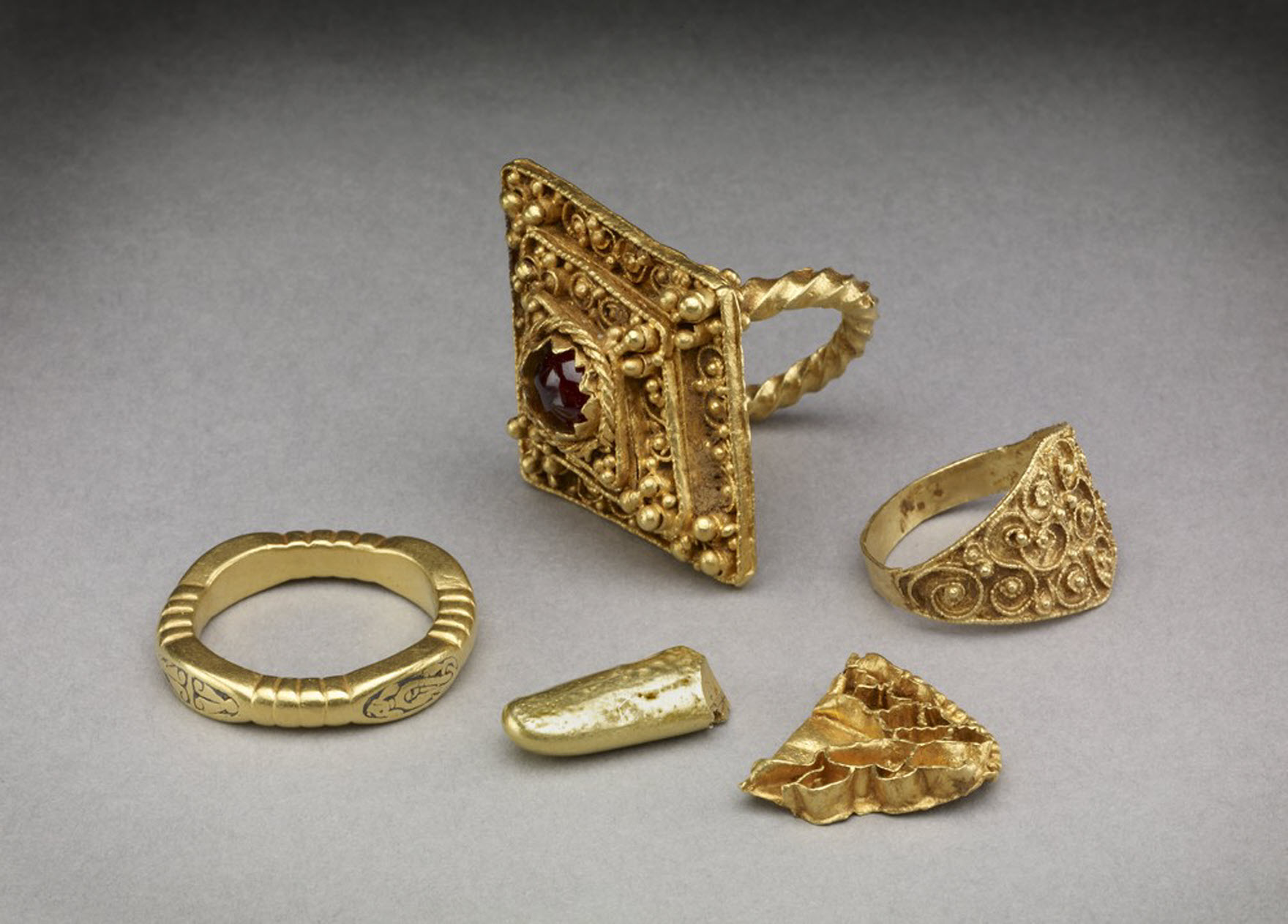
Клад золотых англосаксонских колец из Лидса, Западный Йоркшир
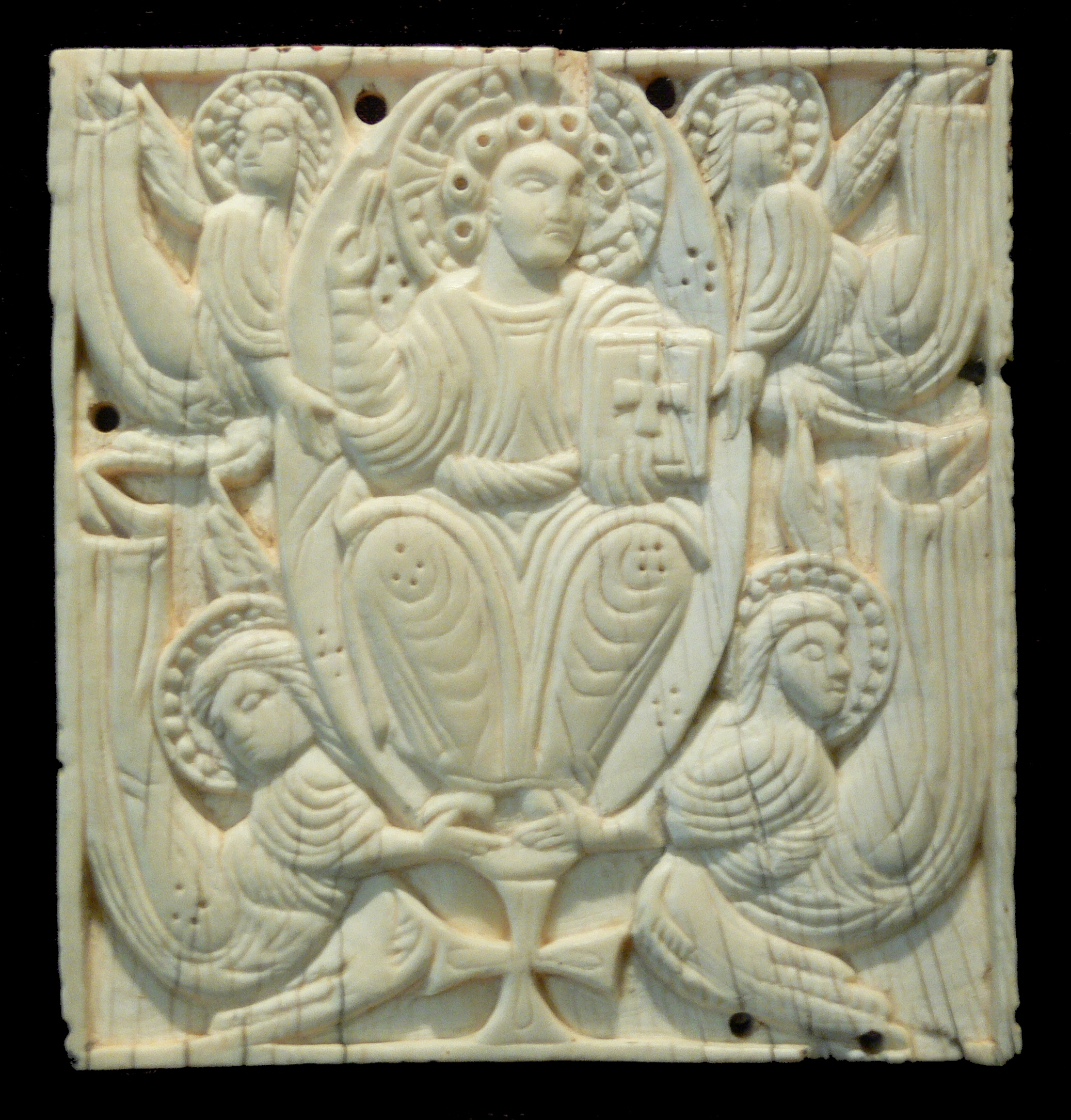
Вознесение Христа, резьба по кости, VIII век
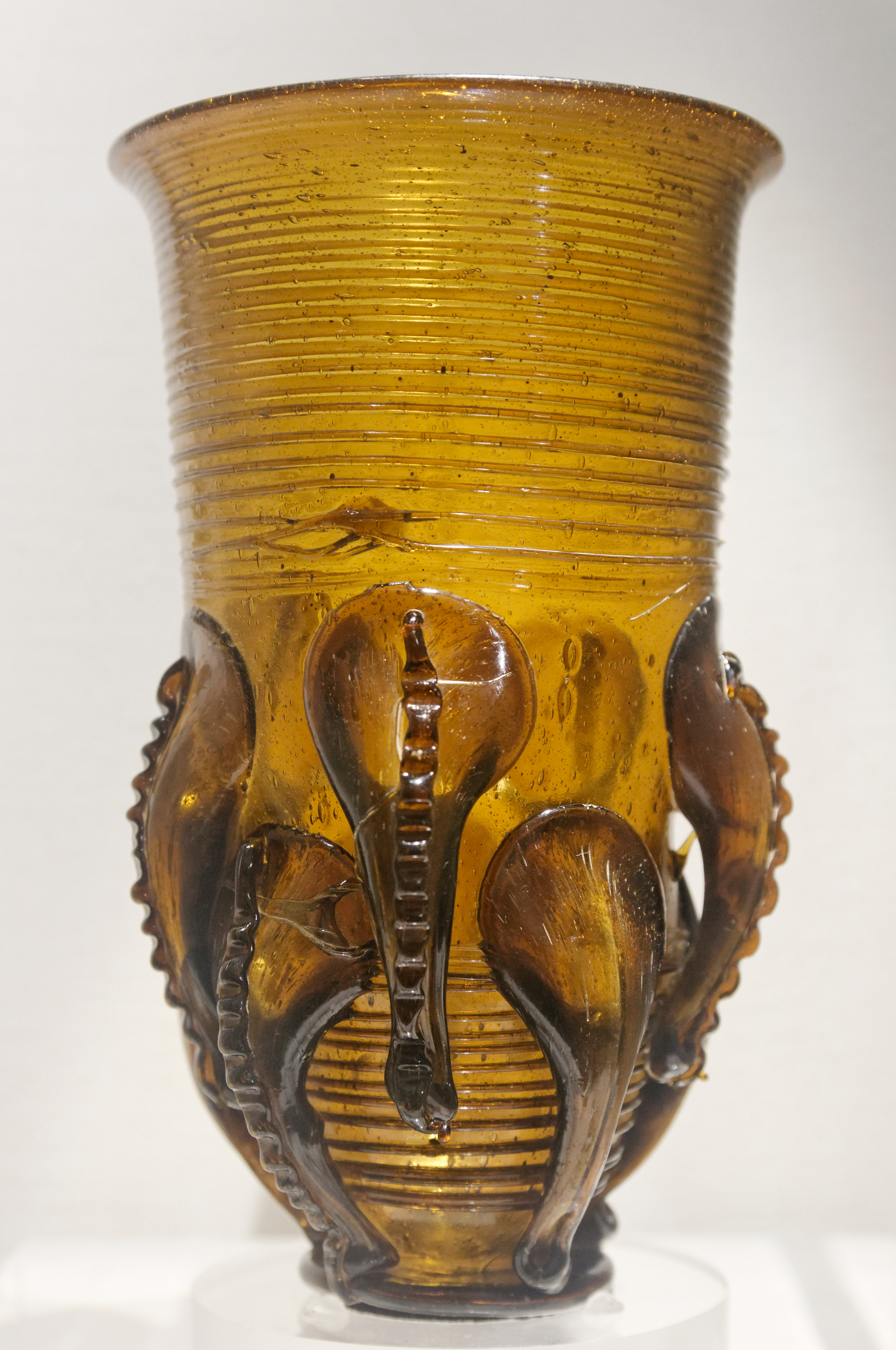
«Когтевой кубок» (англ. claw beaker), стекло, 400—600 гг, Британский музей